# Кровавое воскресенье (1887)
Кровавое воскресенье (англ. Bloody Sunday) — событие, происшедшее в Лондоне 13 ноября 1887 года, когда демонстранты, протестующие против безработицы и Закона о принуждении в Ирландии, а также требующие освобождения депутата парламента Уильяма О’Брайена, столкнулись со столичной полицией и британской армией.
Демонстрация была организована Социал-демократической федерацией и Ирландской национальной лигой.

## История
Поддержка премьер-министром Великобритании Уильямом Гладстоном идеи ирландского самоуправления расколола Либеральную партию и позволила консерваторам легко получить большинство в Палате общин. Период с 1885 по 1906 год был периодом доминирования тори с короткими перерывами. Акты принуждения были ответом британского правительства, обеспокоенных сельскими беспорядками в Ирландии, и включали в себя различные степени приостановления гражданских прав ирландцев. Хотя одна из целей демонстрации 13 ноября состояла в том, чтобы выразить протест против решения ситуации в Ирландии консервативным правительством лорда Солсбери, но имела гораздо более широкий контекст.
Длительная депрессия, начавшаяся в 1873 году и продолжавшаяся почти до конца столетия, создала в Британии сложные социальные условия, которые привели к волнениям в сельских районах Ирландии. Росла безработица, что приводило к эмиграции, как внутренней, так и внешней. К ноябрю 1887 года демонстрации безработных в лондонском Ист-Энде продолжались уже более двух лет. Уже были стычки с полицией и членами клубов высшего класса. Трафальгарская площадь стала символическим местом, средоточием классовой борьбы. Среди рабочих британских городов, включая Лондон, было много людей ирландского происхождения. В Ист-Энде они соседствовали с другим разнообразным населением, включая большое число евреев из Восточной Европы.
Около 30 000 человек, преимущественно «респектабельные зрители», находились на площади, когда по меньшей мере 10 000 протестующих прошли на неё маршем с нескольких разных направлений. Их возглавляли, среди прочих, Джон Бёрнс, Уильям Моррис, Анни Безант и Каннингем Грэм, представлявшие в основном Социал-демократическую федерацию. В числе протестующих также были такие социалисты, как драматург Джордж Бернард Шоу, суфражистка Элеонора Эвелинг и фабианка Шарлотта Уилсон.
Две тысячи полицейских и четыреста военнослужащих армии (пехота и кавалерия) были развёрнуты, чтобы остановить демонстрацию. Из 400 арестованных демонстрантов 50 были взяты под стражу. В ходе столкновений многие бунтовщики получили ранения от полицейских дубинок и от копыт лошадей. Несмотря на то что пехота была выдвинута на позиции с примкнутыми штыками, им не было приказано открывать огонь, а кавалерии — обнажать сабли. При этом австралийская газета консервативной политической ориентации сообщила, что раны, полученные протестующими, были менее тяжёлыми, чем у констеблей. Хотя заявления тех, кто присутствовал на Трафальгарской площади, говорили об обратном.
Освобождение заключённых демонстрантов состоялось 20 февраля 1888 года и сопровождалось большим публичным митингом.